# Temporada de tufões no Pacífico de 1973
A temporada de tufões no Pacífico de 1973 não tem limites oficiais; durou o ano todo em 1973, mas a maioria dos ciclones tropicais tende a se formar no noroeste do Oceano Pacífico entre junho e dezembro. Essas datas delimitam convencionalmente o período de cada ano em que a maioria dos ciclones tropicais se forma no noroeste do Oceano Pacífico.
O escopo deste artigo é limitado ao Oceano Pacífico, ao norte do equador e a oeste da linha internacional de data. As tempestades que se formam a leste da linha de data e ao norte do equador são chamadas de furacões; veja a temporada de furacões de 1973 no Pacífico. As tempestades tropicais formadas em toda a bacia do Pacífico Ocidental receberam um nome do Joint Typhoon Warning Center. As depressões tropicais nesta bacia têm o sufixo "W" adicionado ao seu número. As depressões tropicais que entram ou se formam na área de responsabilidade das Filipinas recebem um nome da Administração de Serviços Atmosféricos, Geofísicos e Astronômicos das Filipinas ou PAGASA. Muitas vezes, isso pode resultar na mesma tempestade com dois nomes.

## Resumo da temporada
25 depressões tropicais se formaram este ano no Pacífico Ocidental, das quais 21 se tornaram tempestades tropicais. 12 tempestades atingiram a intensidade do tufão, das quais 3 atingiram a força do supertufão.

## Sistemas

### Tempestade Tropical Severa Wilda (Atring)
A Tempestade Tropical Wilda se formou como um distúrbio a leste das Filipinas. Ele viajou para o noroeste e se tornou uma depressão tropical ao atingir Lução em 30 de junho. Atravessou a ilha e se tornou uma tempestade tropical ao entrar no Mar da China Meridional em 1 de julho. Ele viajou para o norte e atingiu o sul da China no dia 3. Os remanescentes de Wilda se dissiparam no interior alguns dias depois.

### Tufão Billie (Bining)
A Tempestade Tropical Billie, que se desenvolveu em 12 de julho a leste das Filipinas, se fortaleceu rapidamente nos dias 14 e 15 para super tufão 240 km/h (150 mph). Ele seguiu para o norte, flutuando em intensidade pelos próximos 3 dias. Uma crista crescente sobre o Mar do Japão forçou Billie para o noroeste, onde enfraqueceu muito, primeiro para uma tempestade tropical no dia 18, depois para uma depressão tropical no dia 19 ao passar pelo nordeste da China. A tempestade se dissipou no dia 20.

### Tufão Dot
O Tufão Dot atingiu Hong Kong causando ventos fortes de tempestade, matando uma pessoa.

### Tufão Marge (Ibiang)
Ainão, a cidade de Qionghai Jiaji registrou uma pressão central mínima de 937,8 hPa quando Marge pousou. Marge matou 903 pessoas em Hainan. Marge fez seu desembarque final em Thanh Hoa, Vietnã, em 15 de setembro.

### Tufão Nora (Luming)
A monção gerou uma depressão tropical a leste das Filipinas em 1 de outubro. Sob fracas correntes de direção, serpenteou para oeste, onde as condições favoráveis permitiram que se fortalecesse, primeiro para uma tempestade tropical no dia 2, depois para um tufão no dia 3. Nora continuou para o noroeste e aprofundou explosivamente nos dias 5 e 6 para 298 km/h (185 mph) super tufão. Na época, tinha uma pressão central mínima de 875 milibares, a pressão mais baixa já registrada na época e atualmente empatada em 9º. O tufão enfraqueceu enquanto se dirigia para o noroeste e atingiu o nordeste de Luzon no dia 7 como um 185 km/h (115 mph). Nora continuou para o noroeste, enfraquecendo para um tufão mínimo ao atingir o sudeste da China no dia 10. O tufão causou 18 fatalidades, com mais de US$ 2 milhões em danos.

### Tufão Ruth (Narsing)
27 pessoas morreram quando o Tufão Ruth cruzou Lução em 15 de outubro e causou $ 5 milhões em danos. Ruth continuou para o noroeste, e atingiu a Ilha de Ainão e Quang Ninh, Vietnã no dia 19, respectivamente.

### Tempestade Tropical Severa Sarah
Em 12 de novembro, esse sistema surgiu na Baía de Bengala e se tornou o Ciclone Tropical 37-73.

### Tempestade Tropical Severa Vera (Openg)
Um dos ciclones tropicais mais fortes a atingir Vissaias quando entrou em 20 de novembro, embora o sistema não tenha atingido o status de tufão. A tempestade tropical Openg afetou cerca de 3,4 milhões de pessoas.

## Nomes de tempestade
Os ciclones tropicais do Pacífico Norte Ocidental foram nomeados pelo Joint Typhoon Warning Center. A primeira tempestade de 1973 foi chamada de Wilda e a última foi chamada de Vera.
| - Agnes - Bess - Carmen - Della - Elaine - Faye - Gloria - Hester - Irma - Judy - Kit - Lola - Mamie - Nina - Ora - Phyllis - Rita - Susan - Tess - Viola - Winnie | - Alice - Betty - Cora - Doris - Elsie - Flossie - Grace - Helen - Ida - June - Kathy - Lorna - Marie - Nancy - Olga - Pamela - Ruby - Sally - Therese - Violet - Wilda 1W | - Anita 2W - Billie 4W - Clara 3W - Dot 5W - Ellen 6W - Fran 7W - Georgia 8W - Hope 9W - Iris 10W - Joan 12W - Kate 13W - Louise 15W - Marge 16W - Nora 17W - Opal 18W - Patsy 19W - Ruth 20W - Sarah 21W - Thelma 22W - Vera 23W - Wanda | - Amy - Babe - Carla - Dinah - Emma - Freda - Gilda - Harriet - Ivy - Jean - Kim - Lucy - Mary - Nadine - Olive - Polly - Rose - Shirley - Trix - Virginia - Wendy |

### Filipinas
| Atring         | Bining                  | Kuring                  | Daling                            | Elang                              |
| Goring         | Huling                  | Ibiang                  | Luming                            | Miling                             |
| Narsing        | Openg                   | Pining                  | Rubing (sem ser usado)            | Saling (sem usar) (sem ser usado)  |
| Tasing         | Unding (sem ser usado)  | Walding (sem ser usado) | Yeyeng (sem usar) (sem ser usado) |                                    |
| Lista auxiliar |                         |                         |                                   |                                    |
|                |                         |                         |                                   | Anding (sem usar)                  |
| Binang         | Kadiang (sem ser usado) | Dinang (sem ser usado)  | Epang (sem ser usado)             | Gundang (sem usar) (sem ser usado) |

A Administração de Serviços Atmosféricos, Geofísicos e Astronômicos filipinos usa seu próprio esquema de nomenclatura para ciclones tropicais em sua área de responsabilidade. A PAGASA atribui nomes às depressões tropicais que se formam dentro de sua área de responsabilidade e a qualquer ciclone tropical que possa se mover para dentro de sua área de responsabilidade. Caso a lista de nomes para um determinado ano se revele insuficiente, os nomes são retirados de uma lista auxiliar, os primeiros 10 dos quais são publicados todos os anos antes do início da temporada. Esta é a mesma lista usada para a temporada de 1969. A PAGASA usa seu próprio esquema de nomenclatura que começa no alfabeto filipino, com nomes femininos filipinos terminando com "ng" (A, B, K, D, etc. ).

## Efeitos da temporada
Esta tabela listará todas as tempestades que se desenvolveram no noroeste do Oceano Pacífico a oeste da Linha Internacional de Data e ao norte do equador durante 1973. Incluirá sua intensidade, duração, nome, áreas afetadas, mortes, pessoas desaparecidas (entre parênteses) e totais de danos. Os valores de classificação e intensidade serão baseados em estimativas conduzidas pelo JMA, no entanto, devido à falta de informações nessa época, os ventos sustentados foram registrados pelo JTWC. Todos os números de danos serão em 1973 USD. Danos e mortes de uma tempestade incluirão quando a tempestade foi uma onda precursora ou uma baixa extratropical.
| Nome                | Datas ativo                         | Classificação máxima       | Velocidade de vento sustentados | Pressão               | Áreas afetadas                               | Danos (USD)  | Fatalidades  | Refs |
| ------------------- | ----------------------------------- | -------------------------- | ------------------------------- | --------------------- | -------------------------------------------- | ------------ | ------------ | ---- |
| TD                  | 12 de maio                          | Depressão tropical         | Não definido                    | 1008 hPa (29.77 inHg) | China meridional                             | Nenhum       | Nenhum       |      |
| Wilda (Atring)      | 28 de junho – 6 de julho            | Tempestade tropical severa | 110 km/h (70 mph)               | 980 hPa (28.94 inHg)  | Filipinas, China                             | Desconhecido | Desconhecido |      |
| Anita               | 4 – 10 de julho                     | Tufão                      | 130 km/h (80 mph)               | 980 hPa (28.94 inHg)  | Vietname, Tailândia                          | Desconhecido | Desconhecido |      |
| Billie (Bining)     | 11 – 19 de julho                    | Tufão                      | 240 km/h (150 mph)              | 915 hPa (27.02 inHg)  | Filipinas, Ilhas Ryukyu, China               | Desconhecido | Desconhecido |      |
| Dot                 | 11 – 21 de julho                    | Tufão                      | 155 km/h (100 mph)              | 975 hPa (28.79 inHg)  | China, Ilhas Ryukyu, Península da Coreia     | Desconhecido | 1            |      |
| Clara               | 12 – 15 de julho                    | Tempestade tropical severa | 100 km/h (65 mph)               | 985 hPa (29.09 inHg)  | Nenhum                                       | Nenhum       | Nenhum       |      |
| Ellen               | 16 – 29 de julho                    | Tufão                      | 195 km/h (120 mph)              | 940 hPa (27.76 inHg)  | Japão                                        | Nenhum       | Nenhum       |      |
| TD                  | 16 de julho                         | Depressão tropical         | Não definido                    | 1010 hPa (29.83 inHg) | Ilhas Marianas                               | Nenhum       | Nenhum       |      |
| Fran (Kuring)       | 23 – 30 de julho                    | Tempestade tropical        | 75 km/h (45 mph)                | 1000 hPa (29.53 inHg) | Filipinas                                    | Nenhum       | Nenhum       |      |
| Georgia             | 5 – 15 de agosto                    | Tufão                      | 130 km/h (80 mph)               | 980 hPa (28.94 inHg)  | China                                        | Desconhecido | Desconhecido |      |
| TD                  | 5 – 6 de agosto                     | Depressão tropical         | Não definido                    | 1008 hPa (29.77 inHg) | Filipinas                                    | Nenhum       | Nenhum       |      |
| Iris (Daling)       | 6 – 21 de agosto                    | Tufão                      | 155 km/h (100 mph)              | 970 hPa (28.64 inHg)  | Ilhas Ryukyu, Coreian Peninsula              | Desconhecido | Desconhecido |      |
| Hope                | 8 – 13 de agosto                    | Tempestade tropical        | 85 km/h (50 mph)                | 1000 hPa (29.53 inHg) | Nenhum                                       | Nenhum       | Nenhum       |      |
| 11W                 | 10 – 18 de agosto                   | Depressão tropical         | 55 km/h (35 mph)                | 1008 hPa (29.77 inHg) | Nenhum                                       | Nenhum       | Nenhum       |      |
| TD                  | 16 – 18 de agosto                   | Depressão tropical         | Não definido                    | 1000 hPa (29.53 inHg) | Filipinas                                    | Nenhum       | Nenhum       |      |
| Joan (Elang)        | 18 – 22 de agosto                   | Tempestade tropical        | 85 km/h (50 mph)                | 990 hPa (29.23 inHg)  | Filipinas, Taiwan, China                     | Nenhum       | Nenhum       |      |
| TD                  | 20 de agosto                        | Depressão tropical         | Não definido                    | 996 hPa (29.41 inHg)  | Taiwan                                       | Nenhum       | Nenhum       |      |
| Kate (Goring)       | 20 – 26 de agosto                   | Tempestade tropical severa | 110 km/h (70 mph)               | 975 hPa (28.79 inHg)  | Filipinas, China meridional, Vietname        | Desconhecido | Desconhecido |      |
| TD                  | 24 – 28 de agosto                   | Depressão tropical         | Não definido                    | 1002 hPa (29.59 inHg) | Taiwan, Ilhas Ryukyu, China                  | Nenhum       | Nenhum       |      |
| 14W                 | 28 de agosto – 3 de setembro        | Depressão tropical         | 55 km/h (35 mph)                | 1002 hPa (29.59 inHg) | China meridional, Vietname                   | Nenhum       | Nenhum       |      |
| Louise (Huling)     | 30 de agosto – 6 de setembro        | Tufão                      | 140 km/h (85 mph)               | 975 hPa (28.79 inHg)  | Filipinas, China meridional                  | Desconhecido | Desconhecido |      |
| TD                  | 4 de setembro                       | Depressão tropical         | Não definido                    | 1018 hPa (30.07 inHg) | Nenhum                                       | Nenhum       | Nenhum       |      |
| Marge (Ibiang)      | 10 – 15 de setembro                 | Tufão                      | 150 km/h (90 mph)               | 965 hPa (28.50 inHg)  | Filipinas, China meridional                  | Desconhecido | 903          |      |
| TD                  | 20 – 21 de setembro                 | Depressão tropical         | Não definido                    | 1008 hPa (29.77 inHg) | Nenhum                                       | Nenhum       | Nenhum       |      |
| Nora (Luming)       | 1 – 10 de outubro                   | Tufão                      | 295 km/h (185 mph)              | 875 hPa (25.84 inHg)  | Filipinas, China meridional                  | $2 000 000   | 40           |      |
| Opal                | 3 – 8 de outubro                    | Tufão                      | 140 km/h (85 mph)               | 970 hPa (28.64 inHg)  | Vietname, Camboja, Laos                      | Desconhecido | Desconhecido |      |
| Patsy (Miling)      | 5 – 15 de outubro                   | Tufão                      | 260 km/h (160 mph)              | 895 hPa (26.43 inHg)  | Filipinas, Vietname                          | Desconhecido | Desconhecido |      |
| TD                  | 10 – 12 de outubro                  | Depressão tropical         | Não definido                    | 1000 hPa (29.53 inHg) | Nenhum                                       | Nenhum       | Nenhum       |      |
| Ruth (Narsing)      | 11 – 19 de outubro                  | Tufão                      | 165 km/h (105 mph)              | 960 hPa (28.35 inHg)  | Ilhas Carolinas, Filipinas, China meridional | $5 000 000   | 27           |      |
| TD                  | 13 – 15 de outubro                  | Depressão tropical         | Não definido                    | 1000 hPa (29.53 inHg) | Vietname                                     | Nenhum       | Nenhum       |      |
| TD                  | 17 – 18 de outubro                  | Depressão tropical         | Não definido                    | 1000 hPa (29.53 inHg) | Ilhas Marianas                               | Nenhum       | Nenhum       |      |
| TD                  | 17 – 20 de outubro                  | Depressão tropical         | Não definido                    | 1000 hPa (29.53 inHg) | Nenhum                                       | Nenhum       | Nenhum       |      |
| TD                  | 27 de outubro – 1 de dezembro       | Depressão tropical         | Não definido                    | 1000 hPa (29.53 inHg) | Palau                                        | Nenhum       | Nenhum       |      |
| TD                  | 31 de outubro – 3 de dezembro       | Depressão tropical         | Não definido                    | 1006 hPa (29.71 inHg) | Nenhum                                       | Nenhum       | Nenhum       |      |
| Sarah               | 9 – 12 de novembro                  | Tempestade tropical severa | 100 km/h (65 mph)               | 985 hPa (29.09 inHg)  | Vietname, Camboja, Tailândia                 | Desconhecido | Desconhecido |      |
| Thelma              | 13 – 18 de novembro                 | Tempestade tropical severa | 100 km/h (65 mph)               | 990 hPa (29.23 inHg)  | Filipinas, Vietname, Tailândia               | Desconhecido | Desconhecido |      |
| Vera (Openg)        | 18 – 26 de novembro                 | Tempestade tropical severa | 95 km/h (60 mph)                | 990 hPa (29.23 inHg)  | Filipinas                                    | Desconhecido | Desconhecido |      |
| TD                  | 25 – 26 de dezembro                 | Depressão tropical         | Não definido                    | 1006 hPa (29.71 inHg) | Malásia                                      | Nenhum       | Nenhum       |      |
| TD                  | 26 – 27 de dezembro                 | Depressão tropical         | Não definido                    | 1000 hPa (29.53 inHg) | Filipinas                                    | Nenhum       | Nenhum       |      |
| Totais da temporada |                                     |                            |                                 |                       |                                              |              |              |      |
| 39 systems          | 12 de maio – 27 de dezembro de 1973 |                            | 295 km/h (185 mph)              | 875 hPa (25.84 inHg)  |                                              | >$7 000 000  | >1,011       |      |